# 塔漢努特
31°21′5″N 7°57′3″W / 31.35139°N 7.95083°W
塔漢努特（阿拉伯语：‎），是摩洛哥的城鎮，位於該國西北部，由馬拉喀什-薩菲大區負責管轄，是豪茲省的首府，處於馬拉喀什以南35公里，海拔高度942米，2004年人口6,585。